# NGC 7244
NGC 7244 este o galaxie situată în constelația Pegas. A fost descoperită în 6 septembrie 1872 de către Édouard Stephan⁠(d). Se află la o distanță de 107,3 megaparseci de Pământ.